# Nesticus binfordae
Espèce
Nesticus binfordae est une espèce d'araignées aranéomorphes de la famille des Nesticidae.

## Distribution
Cette espèce est endémique du Tennessee aux États-Unis,. Elle se rencontre dans les comtés de Sevier et de Cocke.

## Description
Le mâle holotype mesure 3,2 mm et la femelle paratype 4 mm.

## Systématique et taxinomie
Cette espèce a été décrite par Hedin et Milne en 2023.

## Étymologie
Cette espèce est nommée en l'honneur de Greta Binford.

## Publication originale
- Hedin & Milne, 2023 : « New species in old mountains: integrative taxonomy reveals ten new species and extensive short-range endemism in Nesticus spiders (Araneae, Nesticidae) from the southern Appalachian Mountains. » ZooKeys, vol. 1145, p. 1-130 (texte intégral).